# Galanthus × allenii
Galanthus × allenii là một loài thực vật có hoa lai ghép trong họ Amaryllidaceae. Loài này được Baker mô tả khoa học đầu tiên năm 1891.